# Al-Rami
Al-Rami (tiếng Ả Rập: الرامي) hoặc Rami (tiếng Ả Rập: رامي), là một thị trấn ở phía bắc Syria, một phần hành chính của Tỉnh Idlib, nằm ở phía nam Idlib. Theo Cục Thống kê Trung ương Syria (CBS), Al-Rami có dân số 4983 trong cuộc điều tra dân số năm 2004.